# Ареплог
Ареплог (на шведски: Arjeplog, на шведски се произнася най-близко до Арьеплюг) е малък град в Северна Швеция, лен Норботен. Главен административен център на едноименната община Ареплог. Разположен е около южния бряг на езерото Какел. Намира се на около 750 km на север от централната част на столицата Стокхолм и на около 200 km на северозапад от главния град на лена Люлео. Населението на града е 1977 жители според данни от преброяването през 2010 г.